# John A. Mackay
John A. Mackay (Inverness, 17 de mayo de 1889 - Hightstown, 9 de junio de 1983) fue un misionero, filósofo y teólogo escocés. Fundador del Colegio San Andrés de Lima, Perú.

## Biografía
John Alexander Mackay nació en Iverness, Escocia, el 17 de mayo de 1889. El apellido “Mackay” significa “hijo de antorcha encendida”, cosa que puso de manifiesto y materializó en su vida. Era celta y galo por su padre,Duncan Mackay y su madre Isabelle MacGregor. Juan tenía 4 hermanos: Ella,Nellie, Duncan y William. Nellie se casó con un tal Alexander Fraser. Duncan emigró a la Patagonia como agricultor y comerciante. William se preparó como pastor de la Iglesia Libre de Escocia. Toda la familia Mackay perteneció a la Iglesia Presbiteriana Libre de Iverness. Celebraba dos cultos familiares por día, de mañana y de noche. A los 14 años, Juan tuvo su experiencia de conversión. Relata:
"Mi madre y yo íbamos a la Iglesia de Rogart. Las reuniones se celebraban sobre la falda de una colina cerca de la iglesia porque no había suficiente espacio en la capilla para recibir tanta gente. Fue en el culto del sábado en aquella loma que sucedió la experiencia más grande de mi vida.Durante la noche antes del culto de comunión, me sentí agobiado de mi propia necesidad de Dios, y repetía “¡Señor, ayúdame! ¡Señor, ayúdame!” Fue así, en aquel lugar de Rogart que oí a Dios hablarme durante el culto. Parecía oír las palabras: Tú también serás predicador y tú ocuparás aquel púlpito. De modo que después del culto de preparación y antes de la Comunión del domingo fui caminando por una senda escarpada de las montañas lleno de éxtasis. Hablaba con Dios, mirando a las estrellas. De repente Dios se hizo presente en mi vida...de veras yo descubrí una misión en la vida. Me encontré en otro mundo y me relacionaba con lo Divino." (Sinclair: 1990, pp. 47-48).
Entre los años 1907 y 1913, Juan realizó estudios en la Universidad de Aberdeen. Confiesa que “El cambio fue dramático. Se me abrieron nuevas amistades.” Después, Juan Mackay se enamoró de Jane Logan Wells, una joven también estudiante. Ella, como bautista, tenía interés en Sudamérica,específicamente el Perú, mientras Juan manifestaba su deseo de ir a la Patagonia donde vivía su tío.
En 1913, Mackay logró realizar su sueño de estudiar teología en el Princeton Seminary. Entre los varios profesores que lo formaron se destacan: J. Gesham Machen, Benjamín Warfield, Oswald Allis, Caspar Wister Hodge, el último de la “dinastía Hodge” (anteriores A. A. Hodge y CharlesHodge).
Durante el breve período de 1915 a 1916 (exactamente ocho meses), Juan Mackay vivió en España, etapa que considera “la experiencia cultural decisiva de mi vida.” Mackay sabía de las vinculaciones entre los galos del Norte de Escocia y los galos de Vizcaya y Galicia. Pero también intuía los prejuicios de los británicos contra los españoles, a los que consideraban inferiores. En España aprendió el idioma de Cervantes (castellano) y se empapó de la literatura de los clásicos, tales como Cervantes, San Juan de la Cruz y Santa Teresa de Jesús. Se hospedó en un lugar llamado “Residencia de Estudiantes” donde conoció a intelectuales de la talla de Juan Ramón Jiménez (autor de Platero y Yo), José Ortega y Gassett, Federico García Lorca, Miguel de Unamuno y el peruano Luis Alberto Sánchez.
Pero de todos los intelectuales que frecuentó Juan, el que más le influyó fue, indudablemente, Miguel de Unamuno. En un trabajo titulado “Unamuno y la Intelectualidad Protestante en el Perú: El Caso de John A. Mackay(1916-1925)”, el historiador Juan Fonseca Ariza analiza puntualmente esa influencia. Indica que luego de casarse en noviembre de 1917, Juan llegó al Perú “y se hizo cargo de una pequeña escuela que [sic] la Unión Evangélica de Sudamérica (EUSA). Mackay la transformó en el Colegio Anglo-Peruano (hoy San Andrés)...” (Fonseca Ariza: 2004, pp. 2-4). Poco tiempo después, Mackay ingresó a la Universidad San Marcos, de Lima, donde llegó a doctorarse en filosofía y letras con una tesis titulada: Don Miguel de Unamuno: su personalidad, obra e influencia.Fue en ese ámbito universitario donde conoció a intelectuales como: Víctor Andrés Belaúnde, José Gálvez, José Carlos Mariátegui, Luis Alberto Sánchez y al político Haya de la Torre. Unamuno representaba la encarnación del espíritu español.Dice Mackay: “Don Miguel se hizo un rebelde, un santo rebelde cristiano, el último y el mayor de los grandes herejes místicos de España.” (Fonseca Ariza:2004, p. 77).
Otros ministerios que desarrolló Mackay: Estuvo al servicio de la Asociación Cristiana de Jóvenes en Montevideo (1925-1929) y México(1926-1932). Posteriormente, entró como Secretario de la Junta de Misiones para América Latina de la Presbyterian Church USA, entre los años 1932 y 1936. En 1936 fue invitado a ser el presidente del Seminario de Princeton, puesto que desempeñó hasta 1959. Antes, en 1953, visitó Buenos Aires donde dio las famosas Conferencias Carnahan de la Facultad de Teología de Camacuá 282, hoy Instituto Universitario Isedet y que luego se publicaron bajo el título Realidad e Idolatría en el Cristianismo Contemporáneo.(Primera edición por La Aurora, en 1970. Nueva edición en2004 por Kairós y MISUR.)
En 1959 y hasta 1969, los Mackay se trasladaron a Maryland. La Universidad de Washington lo invitó a ocupar el puesto de Profesor Honorario Adjunto de Pensamiento hispánico. Juan Mackay falleció el 9 de junio de 1983 dejando tras de sí un aporte invalorable en el campo de la teología, la educación y un modelo de vinculación entre la fe y la cultura, todo ello desde el prisma reformado al cual perteneció durante toda su vida.
Mackay fue teólogo en el pleno sentido de la palabra. Es decir, alguien comprometido con Dios, el tema central de toda teología auténtica y, también, alguien que dio prioridad a la reflexión de la fe. Mackay, como buen teólogo, supo hacer distinción entre “doctrina” y “teología”. Aunque ambos campos se tocan, no constituyen lo mismo porque una “doctrina” para que sea tal, debe tener la sanción o aprobación de un cuerpo eclesial determinado. Pero la teología no se agota en lo doctrinal. ¿Por qué? La razón es sencilla: toda doctrina oficial de una Iglesia determinada significa una especie de “clausura de sentido” de la Biblia. La doctrina es necesaria porque constituye un marco referencial importante para identificar y articular nuestras creencias. Pero por supuesto, debemos entender que la doctrina representa una forma de ver la fe y la verdad de Dios pero que no nos ahorra el trabajo de seguir articulando la teología a las nuevas realidades de la Iglesia, la misión, la humanidad, la cultura y el mundo. De otro modo, reductio ad absurdum, no habría necesidad de seguir pensando la fe y el Evangelio en esas nuevas realidades y todo se remitiría a comprar los libros de doctrina y saberlos de memoria. Es claro que si toda la teología reformada se reduciría al pensamiento de Calvino en Institutos, no hubieran sido necesarias relecturas de ese pensamiento en los siglos posteriores. No hubieran sido necesarios los aportes de teólogos como Abraham Kuyper, Karl Barth, Emil Brunner y, en los días actuales, Jürgen Moltmann. Toda tradición en el campo del pensamiento -sea este filosófico o teológico- precisa ser renovada, actualizada, contextualizada a nuevos desafíos. De otro modo pierde su vigor y responde a preguntas que ya nadie se formula, representando un “mundo de ideas” que ya no existe. Esto lo comprendió cabalmente Juan Mackay. En su Prefacio a la teología cristiana, se refiere al “despertamiento teológico” en estas palabras: 
"Hemos llegado a un punto en que se hace imperativo un nuevo comienzo. Necesitamos un avivamiento de la teología, una nueva comprensión de Dios y de su voluntad respecto a la vida humana. La actitud de tranquila desesperación, que caracteriza nuestra edad, y la búsqueda múltiple de la mente moderna tras el sentido y la autoridad, convierten a la teología cristiana en nuestra más capital necesidad. Lo que necesitamos más en estos momentos no es una defensa de la religión, del cristianismo o de la Iglesia Cristiana. Lo que los hombres ansían es que el pensamiento se convierta en un medio, al través del cual puedan escuchar una Voz que viene del más allá y percibir los contornos de un Rostro." (Mackay: 1984, p. 27).
Mackay crea la metáfora de “el balcón y el camino”, como dos maneras de enfocar la vida cristiana y, también, la teología. La primera, el balcón, representa a quienes son meros espectadores de lo que pasa en la Iglesia y en el mundo. Teorizan pero no actúan. Son diletantes de la verdad de Dios. Por el contrario, la verdad vista y vivida “en el camino” es aquella de quienes, sin renunciar a la reflexión, dan un paso más hacia la acción y la decisión. En este sentido, Mackay ve en Kierkegaard el prototipo más claro de quienes encaran la vida cristiana jugándose en el camino. Interpretando y contrastando el pensamiento filosófico del gran pensador danés, Mackay dice: "La clave de su punto de vista es el significado que da al término “existir”. Rompe, en forma decisiva, con el famoso "cogito ergo sum" de Descartes. La simple capacidad de pensar puede diferenciar a un hombre de un animal, pero no le otorga a aquel ningún título a la verdadera existencia como hombre. Kierkegaard aceptaría de mucho mejor grado el postulado “Pugno ergosum”, o sea: “Lucho, luego soy”. (Mackay: 1984, p. 56).

## Obras
- Don Miguel de Unamuno: Su personalidad, obra e influencia (1919).
- La Profesiόn de Hombre (1921) Los Intelectuales y los Tiempos Nuevos (1923)
- Más Yo Os Digo (1927).
- A los Pies del Maestro (1930).
- El Sentido de la Vida (1931).
- The Other Spanish Christ (1932)
- That Other America (1935)
- A Preface to Christian Theology (1942)
- Heritage and Destiny (1943)
- Christianity on the Frontier (1950).
- God’s Order The Ephesian Letter and this Present Time (1953)
- The Presbyterian Way of Life (1960)
- Ecumenics The Science of the Church Universal (1964)
- His Life and Our Life (1964).
- Christian Reality & Appearance (1969)
- Realidad e Idolatría en el Cristianismo Contemporáneo (1970).

## Premios y reconocimientos
- 1964:  Palmas Magisteriales del Ministerio de Educación del Perú.[cita requerida]